# Rádio Havana Cuba

Logo da Rádio Habana Cuba.

A Rádio Havana Cuba (em castelhano:  Radio Havana Cuba, RHC) é a emissora internacional oficial do governo de Cuba. Pode ser ouvida em muitas partes do mundo, incluindo os Estados Unidos, em frequências de ondas curtas. A Rádio Havana Cuba, juntamente com a Rádio Rebelde, a Cubavisión e outras rádios e televisões cubanas, transmite para a América do Norte, Central e do Sul através de programação gratuita do satélite Hispasat 30W-6 sobre o Oceano Atlântico e em todo o mundo através de streaming pela Internet.

## História inicial (décadas de 1960–1980)
Embora a RHC tenha sido inaugurada oficialmente em maio de 1961, a ideia de uma estação de rádio cubana internacional nasceu nas montanhas da Sierra Maestra, durante a fase final da luta contra Fulgencio Batista. Após a criação da Rádio Rebelde por Ernesto "Che" Guevara em fevereiro de 1958, a liderança do movimento guerrilheiro começou a analisar a possibilidade de criar uma estação de rádio após alcançar a vitória final. Esta estação seria capaz de comunicar notícias sobre a Revolução Cubana para países ao redor do mundo.
A estação começou a transmitir extraoficialmente durante a invasão da Baía dos Porcos para divulgar notícias do ataque e da defesa cubana contra ele internacionalmente. A existência da estação, ainda sem nome, foi anunciada por Fidel Castro em um discurso no dia seguinte, 17 de abril de 1961, comemorando a derrota da invasão, com Fidel anunciando que Cuba já tinha em operação uma estação de rádio de ondas curtas, capaz de levar a verdade sobre Cuba além de suas fronteiras. A estação foi lançada oficialmente alguns dias depois, em 1º de maio de 1961, com seu nome proclamado como Rádio Havana Cuba, durante um comício em massa na Plaza de la Revolución em Havana, realizado para celebrar a vitória de Cuba sobre a tentativa de invasão patrocinada pelos EUA.
Durante a Guerra Fria, a RHC fez transmissões de propaganda do Vietnã do Norte, da Coreia do Norte e da URSS, bem como sua programação original. A programação norte-vietnamita da Voz do Vietnã foi recebida por teletipo e lida pelos locutores da Rádio Havana Cuba. Na década de 1960, a Rádio Havana Cuba transmitiu a Rádio Free Dixie, voltada para afro-americanos que lutavam contra a segregação e as leis Jim Crow, no sul dos Estados Unidos.
Por vezes, na década de 1980, para protestar contra a política cubana da administração Reagan e a sua instigação ao movimento anti-Castro. O programa da Rádio Martí da Voz da América, Rádio Havana Cuba, transmitiu brevemente em frequências de ondas médias com uma potência muito aumentada, permitindo que a estação fosse ouvida em rádios AM americanas e estações congestionando estações AM americanas locais transmitindo nessa frequência, incluindo a estação de canal claro WHO em Des Moines, em Iowa em 1040 kHz. A RHC não transmite mais em ondas médias, embora a Rádio Martí ainda transmita dos Estados Unidos para Cuba na frequência 1180kHz.

## Transmissão atual
Localizados na Avenida Infanta, em Havana, os escritórios da Rádio Havana Cuba compartilham instalações com outras duas renomadas estações nacionais que contribuíram muito para a história da radiodifusão cubana: a Rádio Progreso e a CMBF, Rádio Musical Nacional. Atualmente, a RHC transmite em nove idiomas: espanhol, inglês, francês, português, árabe, quíchua, guarani, crioulo e esperanto, 24 horas por dia, com uma programação variada que inclui notícias, músicas e reportagens. As transmissões em inglês da RHC são fortemente centradas nos Estados Unidos e apresentam notícias que refletem uniformemente de forma adversa o governo dos EUA e a administração atual, especialmente suas políticas externas.
Em 2004, a RHC e transmissoras de ondas médias relacionadas, como a Rádio Rebelde, transmitiram discursos do presidente venezuelano Hugo Chávez e de Fidel Castro. O RHC ficou temporariamente fora do ar no final de agosto de 2004 devido aos danos causados pelo Furacão Charley.
O serviço em inglês da estação transmite um programa de uma hora de duração que é repetido ao longo do dia em diferentes horários e frequências (AM e ondas curtas internacionais, bem como FM em Havana). O programa consiste em uma mistura de notícias, comentários, história, música (música cubana tradicional e contemporânea), bem como uma série de programas especiais rotativos, incluindo o Mailbag Show (no qual a correspondência dos ouvintes é lida no ar), Music with a Message (normalmente apresentando um músico conhecido internacionalmente cuja música aborda temas de justiça social), World of Stamps, o programa de esportes com Eduardo Gonzalez, e DXers Unlimited, um programa sobre os aspectos técnicos do rádio amador e testes de ondas curtas do locutor Arnie Coro (indicativo de chamada de rádio amador CO2KK). Os atuais locutores principais são Ed Newman e Lena Valverde. Os segmentos de Artes e Cultura são normalmente de Gerwin Jones, um jornalista canadense. A maioria dos segmentos de comentários e pontos de vista são de Juan Jacomino.
A estação de números de ondas curtas apelidada de "Atención", ou HM01, por ouvintes independentes de ondas curtas foi conectada ao equipamento de transmissão de rádio RHC. Nas transmissões de estações numéricas, uma série de números aleatórios são lidos no ar em vários idiomas, ou em modos digitais ou código Morse. Acredita-se que essas transmissões audíveis de números sejam mensagens criptografadas únicas para agentes de espionagem residentes no país-alvo. Monitores da estação de números notaram que, ocasionalmente, sinais de intervalo RHC foram ouvidos no início ou no final de transmissões relacionadas a inteligência. O Governo dos Estados Unidos condenou os Cinco Cubanos com provas que foram interceptadas e descodificadas do HM01.

## Sinal de intervalo
O sinal de intervalo da estação é La Marcha del 26 de Julio, escrito por Agustín Díaz Cartaya.
Em algum momento durante o intervalo, Thelma Rodriguez fornece os detalhes do identificador de rádio em espanhol e inglês. "This is/You're listening to Radio Habana Cuba, broadcasting from Cuba, free territory in Americas" (espanhol: "Este es/Estás escuchando Radio Habana Cuba, transmitiendo desde Cuba, territorio libre en America").